# Colt Lightning
Карабин Colt Lightning, называемый также винтовкой Colt Lightning — карабин с помповой перезарядкой, выпускавшийся фирмой Colt с 1884 по 1904 год в первоначальном калибре .44-40. В конечном итоге карабин имел три разных варианта длины, и использовал широкую гамму патронов, от .22 Short до .38-40 и .50-95 Express. Внешний вид карабина напоминал помповые ружья Winchester Repeating Arms Company и Remington Arms под патроны кольцевого воспламенения. Lightning использовался как спортивное оружие, а также был принят на вооружение полицейского департамента Сан-Франциско, но он никогда не был популярен также, как современные ему ружья рычажного действия.

## Варианты
Среднеразмерный Lightning выпускался с 1884 по 1904 год. Это была первая винтовка Кольта со скользящим затвором. Было выпущено 89,777 единиц, в трёх калибрах (.32-20, .38-40 и .44-40), в тех же калибрах выпускался револьвер Colt Single Action Army. Существовали две версии: винтовка со стволом длиной 26 дюймов (66 см) и 15-и зарядным магазином, и карабин с длиной ствола 20 дюймов (51 см) и 12-и зарядным магазином. Карабин калибра .44-40 использовался полицией Сан-Франциско.
Малоразмерный Lightning (известный также как «Colt Lightning второй модели») был первой винтовкой Кольта под патрон кольцевого воспламенения, и выпускался с 1887 по 1904 год, в качестве так называемой «галерейной винтовки» (gallery gun, ружьё для развлекательной стрельбы в закрытых помещениях). Собрано 89,912 единиц в калибрах .22 Short и .22 Long. Длина ствола 24 дюйма (61 см), винтовка имела вороненую поверхность, закаленный курок и ложу из орехового дерева.
Крупноразмерный Lightning (называемый также «Express Model») находился в производстве с 1887 по 1894 год. Было выпущено 6,496 единиц в таких калибрах, как .38-55 Winchester и .50-95 Express. Ствол длиной 22 или 28 дюйма (56 и 71 см).

## Современные версии
Реплики карабинов Lightning для охоты, исторической реконструкции и соревнований по стрельбе в ковбойском стиле, выпускаются компанией Uberti. Калибры: .22LR, .38 Special/.357 Magnum, .44 Special/.44 Magnum, .44-40 и .45 Colt. Из них только .44-40 использовался в оригинальных Lightning.